# Rani Gaidinliu

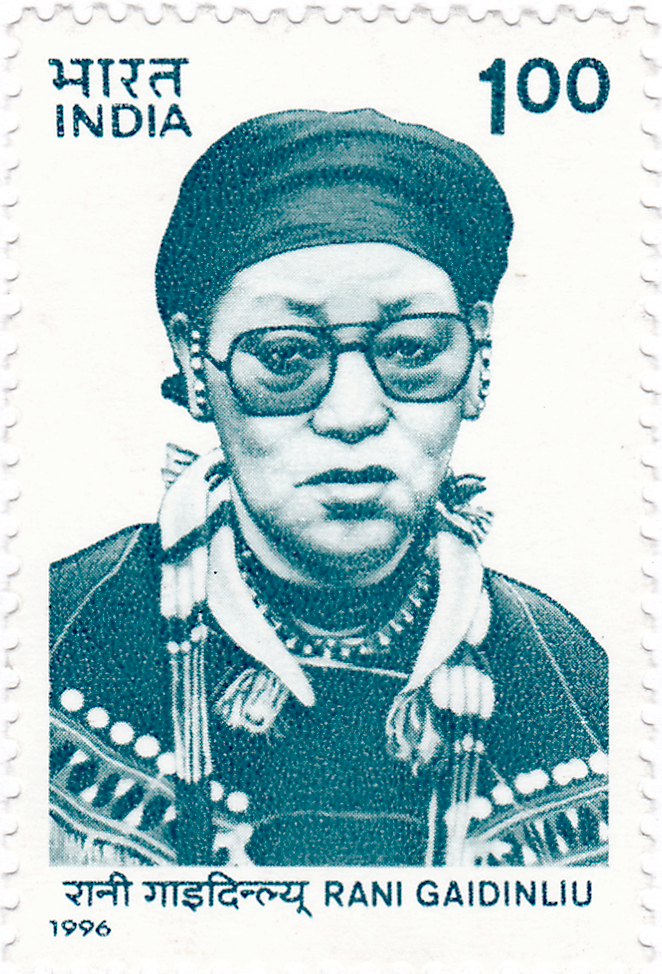
Rani Gaidinliu auf einer indischen Briefmarke von 1996

Gaidinliu Pamei (Hindi रानी गाइदिन्ल्यू; geb. 26. Januar 1915 in Longkao/Königreich Manipur; gest. 17. Februar 1993 in Longkao/Manipur), bekannt als Rani Gaidinliu, war eine spirituelle und politische Führerin des Kabui-Volkes (zur Völkergruppe der Nagas gehörend), die den Unabhängigkeitskampf ihres Volkes gegen die Britische Kolonialregierung anführte. Gaidinliu wurde 1932 im Alter von 16 Jahren verhaftet und von den britischen Herrschern zu lebenslanger Haft verurteilt. Jawaharlal Nehru traf sie 1937 im Gefängnis von Shillong und versprach, ihre Freilassung zu erwirken. Nehru verlieh ihr den Titel Rani [dt.: Königin] und sie erlangte als Rani Gaidinliu überregionale Popularität.
Sie wurde 1947 nach der Unabhängigkeit Indiens freigelassen und setzte sich weiterhin für die Interessen ihres Volkes ein. Als Verfechterin der animistischen religiösen Tradition ihrer Vorfahren widersetzte sie sich entschieden der Bekehrung der Kabui zum Christentum.

## Herkunft
Gaidinliu Pamei kam 1915 in Longkao im damaligen Königreich Manipur zur Welt, das heute zum Tamenglong-Distrikt des Bundesstaates Manipur gehört. Im Alter von 13 Jahren schloss sie sich der religiösen Heraka-Bewegung ihres Cousins Haipou Jadonang an. Die Bewegung entwickelte sich später zu einer politischen Bewegung, die die Briten aus Manipur vertreiben wollte. Innerhalb des Heraka-Glaubens wurde sie als Inkarnation der Göttin Cherachamdinliu angesehen. Sie entstammt dem Volk der Kabui, die auch Rongmei genannt werden. Sie war das fünfte von acht Kindern, darunter sechs Schwestern und ein jüngerer Bruder, von Lothonang Pamei und Kachaklenliu, die dem führenden Klan des Dorfes angehörten. Da es in der Region keine Schulen gab, genoss sie keine formale Ausbildung.

## Anhängerin Haipou Jadonangs
1927 schloss sich Gaidinliu im Alter von 13 Jahren der Heraka-Bewegung ihres Cousins Haipou Jadonang (1905 bis 1931) an, der sich zu einem prominenten lokalen Führer entwickelt hatte. In Jadonangs Bewegung wurde auch eine alte Stammesreligion wiederbelebt. Sie zog eine Reihe von Anhängern aus den Zeliangrong-Stämmen an, einem Verbund, in dem sich die Zeme, die Liangmai und die Rongmei/Kabui verbündet hatten. Jadonang wurde von den Briten wegen des Vorwurfes verhaftet, dass einige seiner Anhänger vier Händler aus der Volksgruppe der Meitei in Longkao wegen Verstoßes gegen ein soziales Tabu getötet hätten. Er wurde wegen Hochverrats verurteilt und am 29. August 1931 in Imphal durch Erhängen hingerichtet, obwohl ihm keine Beteiligung nachgewiesen werden konnte.

## Rebellion und Inhaftierung
Nach dem Tod von Jadonang wurde Gaidinliu mit erst 16 Jahren zu seiner geistigen und politischen Erbin. Sie rebellierte offen gegen die britische Herrschaft und forderte die Zeliangrong auf, keine Steuern zu zahlen. Sie erhielt Spenden von der örtlichen Bevölkerung, von denen sich ihr viele auch als Freiwillige anschlossen. Die Briten erließen einen Haftbefehl gegen sie unter dem Vorwurf, dass sie Unruhen gegen das Volk der Kukis angezettelt habe. Die britischen Behörden leiteten eine Fahndung nach ihr ein. Sie entging der Verhaftung durch die Polizei dadurch, dass sie sich vorwiegend in wechselnden Dörfern in den heutigen Bundesstaaten Assam, Nagaland und Manipur aufhielt. Der Gouverneur von Assam entsandte das 3. und 4. Bataillon der paramilitärischen Assam Rifles gegen sie. Für Informationen, die zu ihrer Verhaftung führten, wurden finanzielle Belohnungen ausgesetzt. Dazu gehörte die Erklärung, dass jedes Dorf, das Informationen über ihren Aufenthaltsort lieferte, eine 10-jährige Steuerermäßigung erhielte. Ihre Einheiten lieferten sich bewaffnete Auseinandersetzungen mit den Assam Rifles in den North Cachar Hills (16. Februar 1932) und im Dorf Hangrum (18. März 1932).
Im Oktober 1932 zog Gaidinliu in das Dorf Pulomi, wo ihre Anhänger mit dem Bau einer Holzfestung begannen. Während die Festung im Bau war, startete ein Kontingent der Assam Rifles unter der Führung von Captain MacDonald am 17. Oktober 1932 einen Überraschungsangriff auf das Dorf. Gaidinliu wurde zusammen mit ihren Anhängern ohne Widerstand in der Nähe des Dorfes Kenoma festgenommen. Gaidinliu bestritt, dass sie an dem Angriff auf den Hangrum-Posten der Assam Rifles oder dem Bau der Festung beteiligt gewesen sei. Im Dezember 1932 ermordeten ihre Anhänger aus den Dörfern Leng und Bopungwemi den Kuki-Chowkidar [dt.: Wächter] des Lakema Inspection Bungalow in den Bergen, weil sie ihn für den Informanten hielten, der zu ihrer Verhaftung geführt hatte. Gaidinliu wurde nach Imphal gebracht, wo sie vom Political Agent's Court nach einem 10-monatigen Gerichtsverfahren wegen Mordes und Beihilfe zum Mord zu einer lebenslangen Haftstrafe verurteilt wurde. Die meisten ihrer Gefährten wurden entweder hingerichtet oder inhaftiert.
Von 1933 bis 1947 saß sie in den Gefängnissen von Guwahati, Shillong, Aizawl und Tura (Indien) ein. Viele Rebellen gaben an, sie und Jadonang seien ihre Inspiration gewesen, als sie sich weigerten, den Briten Steuern zu zahlen. Ihre Bewegung verlor jedoch an Bedeutung, nachdem die letzten ihrer Anhänger, Dikeo und Ramjo, 1933 verhaftet wurden. Jawaharlal Nehru traf Gaidinliu 1937 im Gefängnis von Shillong und versprach, sich für ihre Freilassung einzusetzen. In seiner Erklärung, die in der Hindustan Times veröffentlicht wurde, beschrieb er Gaidinliu als „Tochter der Berge“ und gab ihr den Titel „Rani“ oder Königin ihres Volkes. Nehru wandte sich in einem Brief an die britische Abgeordnete Nancy Astor mit der Bitte, sich für die Freilassung von Rani Gaidinliu einzusetzen. Der Staatssekretär für Indien lehnte deren Bitte jedoch mit der Begründung ab, dass es im Falle einer Freilassung von Rani zu erneuten Problemen kommen könnte.

## Leben im unabhängigen Indien
Nach der Einrichtung der Interimsregierung Indiens im September 1946 wurde Rani Gaidinliu auf Anweisung von Premierminister Nehru nach 14 Jahre Haft aus dem Tura-Gefängnis entlassen. Sie setzte ihre Arbeit für die Verbesserung der Situation ihres Volkes fort. Sie blieb mit ihrem jüngeren Bruder Marang bis 1952 im Dorf Vimrap im Tuensang-Distrikt. 1952 konnte sie schließlich in ihr Heimatdorf Longkao zurückkehren. 1953 besuchte Premierminister Nehru Imphal, wo Rani Gaidinliu ihn traf und ihm die Dankbarkeit und das Wohlwollen ihres Volkes übermittelte. Später traf sie sich mit Nehru in Delhi, um über die weitere Entwicklung der Zeliangrong zu sprechen.
Gaidinliu wandte sich gegen die Aufständischen des Naga National Council (NNC), die eine Abspaltung von Indien befürworteten. Stattdessen setzte sie sich für ein separates Zeliangrong-Gebiet innerhalb der indischen Union ein. Die aufständischen Naga-Führer kritisierten Gaidinlius Bewegung für die Integration der Zeliangrong-Stämme unter einer Verwaltungseinheit. Sie waren auch dagegen, dass sie sich für die Wiederbelebung der traditionellen animistischen Religion oder Heraka einsetzte. Die NNC-Führer betrachteten ihre Aktionen als Hindernis für ihre eigene Bewegung. Die baptistischen Führer der Nagaland Baptist Church hielten die Heraka-Erweckungsbewegung für antichristlich und warnten sie vor ernsthaften Konsequenzen, wenn sie ihren Standpunkt nicht ändern würde. Um die Heraka-Kultur zu verteidigen und ihre Position zu stärken, ging sie 1960 in den Untergrund.
Im Jahr 1966, nach sechs Jahren harten Lebens im Untergrund im hohen Alter, verließ Rani Gaidinliu im Rahmen einer Vereinbarung mit der indischen Regierung ihr Dschungelversteck, um sich mit friedlichen, demokratischen und gewaltfreien Mitteln für die Verbesserung der Situation ihres Volkes einzusetzen. Am 20. Januar 1966 ging sie nach Kohima und traf sich am 21. Februar 1966 mit Premierminister Lal Bahadur Shastri in Delhi, wo sie die Schaffung einer separaten Verwaltungseinheit für Zeliangrong forderte. Am 24. September ergaben sich 320 ihrer Anhänger in Henima. Einige von ihnen wurden in die bewaffnete Polizei von Nagaland aufgenommen.

## Gaidinlius Tod
1991 kehrte Gaidinliu in ihren Geburtsort Longkao zurück, wo sie am 17. Februar 1993 im Alter von 78 Jahren starb.
Der Gouverneur von Manipur, der Innenminister von Nagaland, Beamte aus Manipur und viele Menschen aus allen Teilen der nordöstlichen Region nahmen an ihrer Beerdigung in ihrem Heimatdorf teil. In Imphal legten der Ministerpräsident von Manipur Raj Kumar Dorendra Singh, der stellvertretende Ministerpräsident Rishang Keishing und andere Blumen nieder und die Landesregierung erklärte einen allgemeinen Feiertag.

## Rezeption

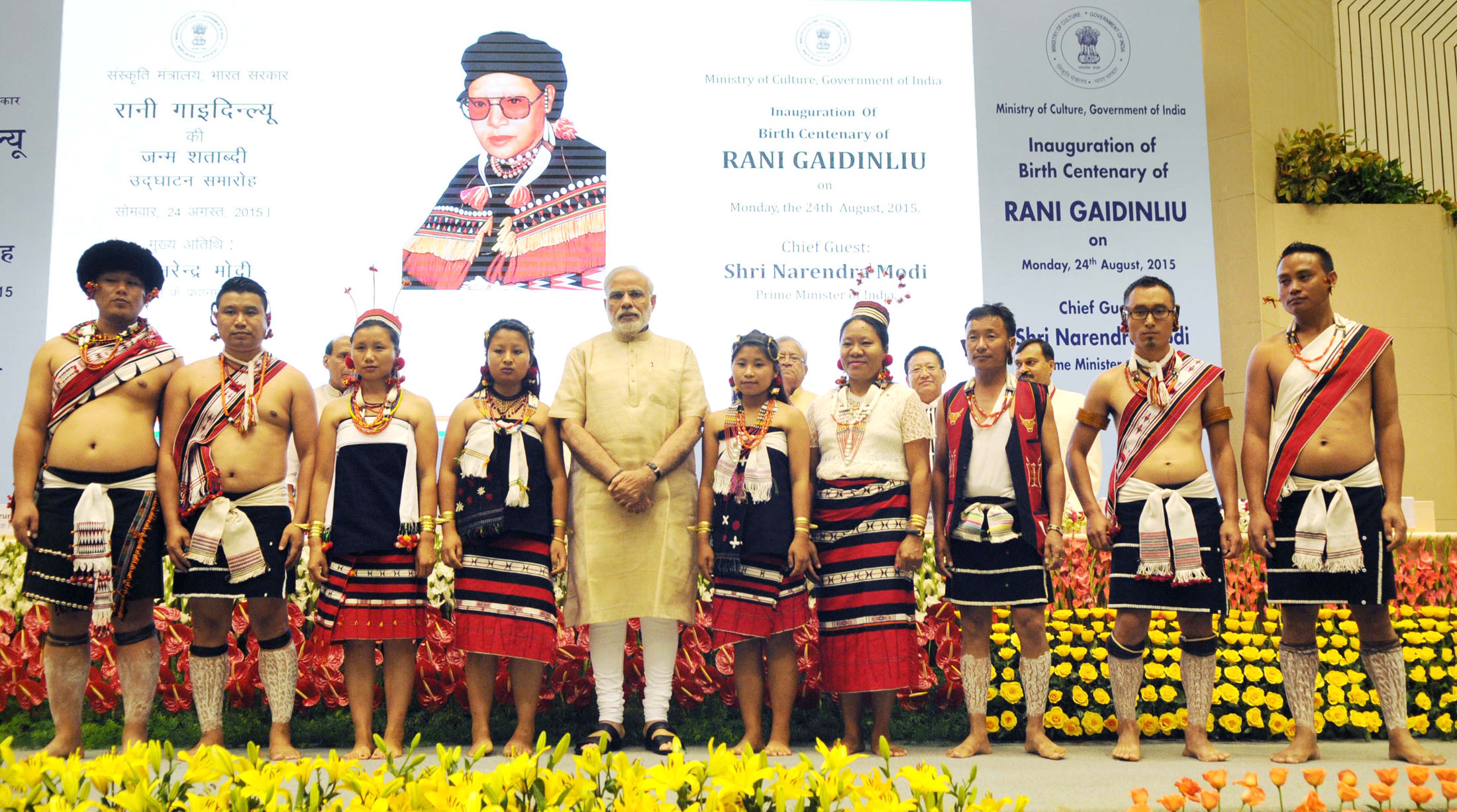
Eröffnung der Feierlichkeiten zum 100. Geburtstag von Rani Gaidinliu, Neu-Delhi, 2015

Zwischen der Heraka-Bewegung und christlichen Gruppen unter den Nagas, von denen die meisten in den 1960er Jahren konvertiert waren, gab es viele Konflikte. Auch die naga-nationalistischen Gruppen lehnten sie wegen ihrer Nähe zur indischen Regierung ab. Als sich die hindu-nationalistische Sangh Parivar in den 1970er Jahren der Heraka-Bewegung anschloss, verstärkte sich unter den christlichen Nagas die Wahrnehmung, sie befördere den Hinduismus.
Als die Zentralregierung und der Regierungschef des Bundesstaates Nagaland T. R. Zeliang 2015 beschlossen, eine Gaidinliu-Gedenkhalle zu errichten, wurde dies von mehreren regionalen zivilgesellschaftlichen Organisationen abgelehnt.

## Auszeichnungen und Ehrungen
- 1972 Tamrapatra Freedom Fighter Award[15]
- 1982 Padma Bhushan[16]
- 1983 Vivekananda Seva Award[15]
- posthum Birsa Munda Award[15]
- 1996 Briefmarke der Indischen Post mit ihrem Porträt[17]
- 1999 Erstverleihung des Nari Shakti Puraskar mit einer nach ihr benannten Kategorie
- 2015 Gedenkmünze der indischen Regierung mit ihrem Porträt[18]